# 陳秋萍
陳　秋萍（ちん　しゅうへい 1974年10月19日- ）は、台湾の柔道選手。階級は66kg級と72kg級。身長168cm。

## 人物
1992年の世界ジュニア66㎏級では2回戦で佐野奈津子を技ありで破るなどして、台湾の柔道選手として初となる世界大会での金メダルを獲得した。1993年のアジア選手権では3位だった。その後階級を72㎏級に上げると、1994年のアジア大会では準決勝で世界チャンピオンである中国の冷春慧に敗れて3位だったが、世界学生では優勝を飾った。1995年のアジア選手権では3位だった。1996年のアトランタオリンピックでは初戦で冷に合技で敗れた。世界学生では2位にとどまり2連覇はならなかった。1997年のアジア選手権72㎏級と1998年のアジア大会70㎏級では3位になった。

## 主な戦績
66kg級での戦績
- 1992年 - 世界ジュニア　優勝
- 1993年 -　アジア選手権　3位

72kg級での戦績
- 1994年 -　アジア大会　3位
- 1994年 -　世界学生　優勝
- 1995年 -　アジア選手権　3位
- 1996年 -　世界学生　2位
- 1997年 -　アジア選手権　3位
- 1998年 -　アジア大会　3位(70㎏級)

(出典)。